# Justiça Vermelha
Justiça Vermelha (em inglês:  Red Corner) é um filme de suspense dirigido por Jon Avnet. Conta a história de Jack Moore, um advogado que vai na China para fechar um grande negócio.Conhece uma chinesa, com quem se envolve.No dia seguinte, é acordado pelos soldados chineses, sendo acusado de assassinato dessa mulher.Vários indícios o incriminam e ele se depara com um sistema legal que não respeita os direitos civis.Como não pode ter um advogado estrangeiro, o estado indica Shen Yuelin, uma advogada que não conversou com ele antes do julgamento e que acredita que não seja inocente.

## Elenco
| Ator             | Personagem       |
| ---------------- | ---------------- |
| Richard Gere     | Jack Moore       |
| Bai Ling         | Shen Yuelin      |
| Bradley Whitford | Bob Ghery        |
| Byron Mann       | Lin Dan          |
| Peter Donat      | David McAndrews  |
| Robert Stanton   | Ed Pratt         |
| James Hong       | Lin Shou         |
| Tzi Ma           | Li Cheng         |
| Ulrich Matschoss | Gerhardt Hoffman |
| Richard Venture  | Embaixador Reed  |
| Jessey Meng      | Hong Ling        |
| Chi Yu Li        | General Hong     |